# Pedicularis canadensis
Pedicularis canadensis es una especie de planta herbácea de la familia Orobanchaceae, anteriormente clasificada en las escrofulariáceas.

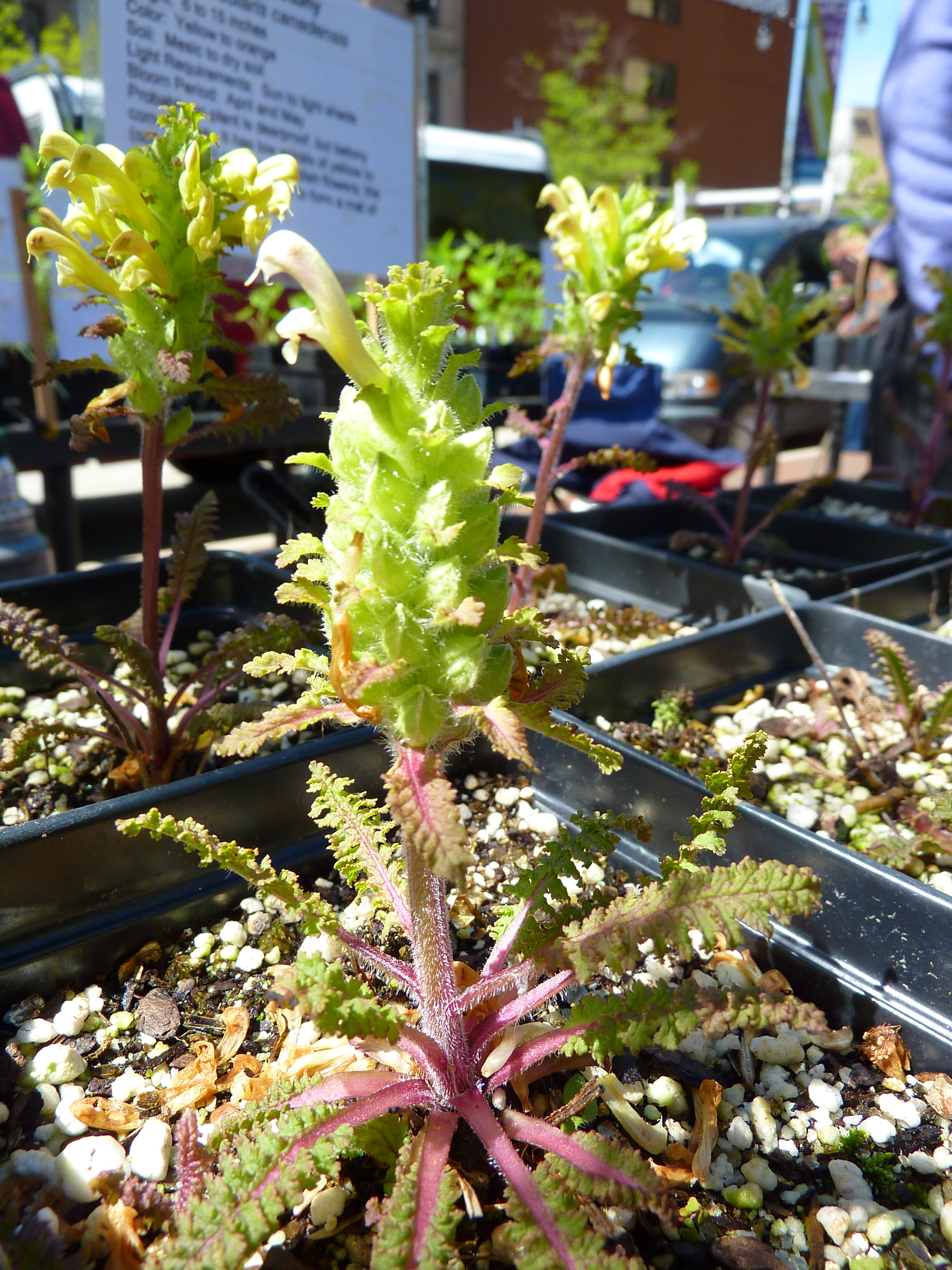
Vista de la planta

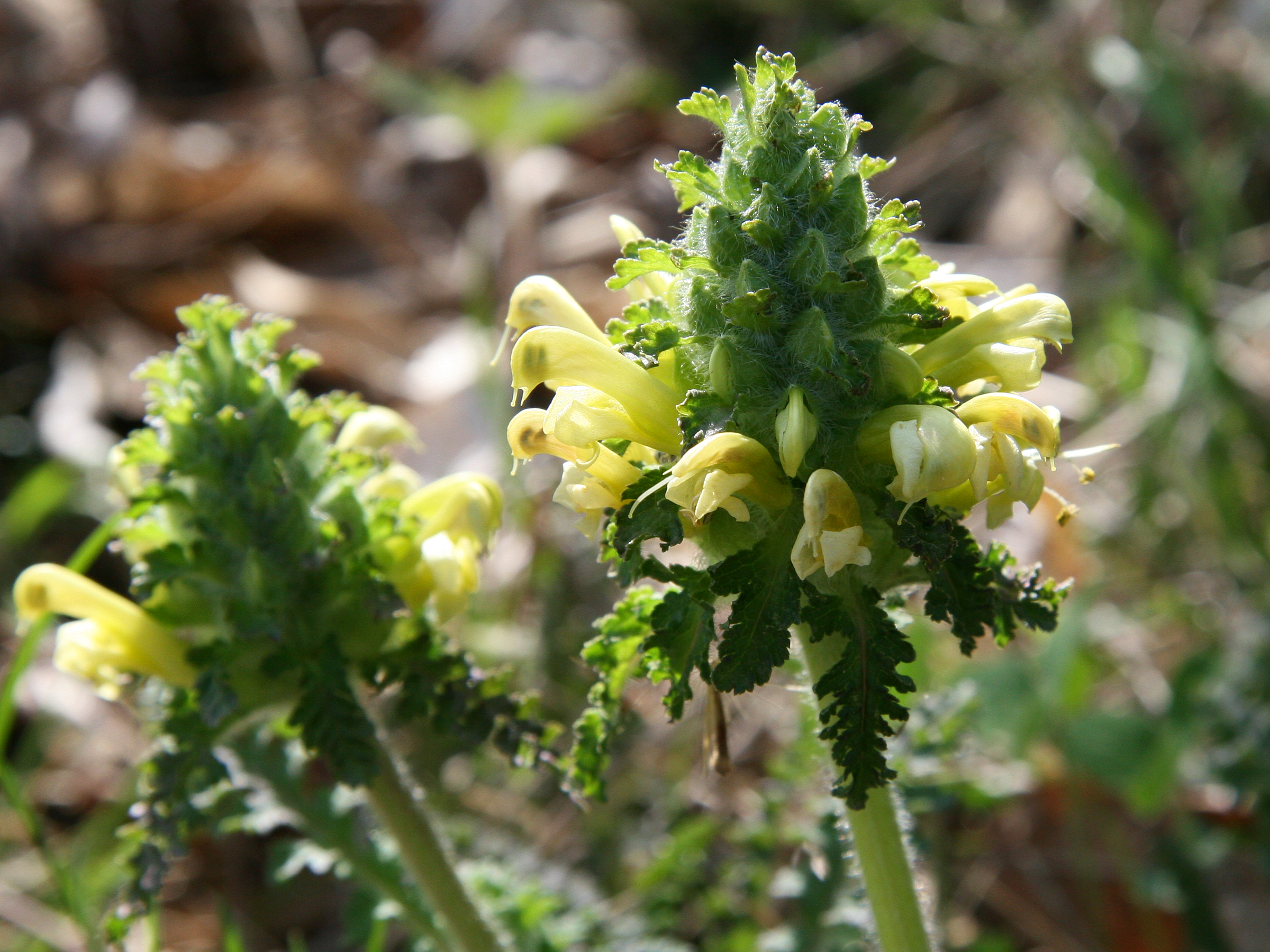
Inflorescencia

## Distribución y hábitat
Se encuentra en los matorrales y zonas boscosas secas, abiertas a través de Canadá y Estados Unidos. 

## Descripción
Es una planta baja, peluda con una gran espiral de flores tubulares encapuchadas en la parte superior de un tallo segmentado. Tiene hojas largas y suaves, peludas (muchas son basales, creciendo copetudas de las raíces), profundamente incisas y dentadas, a menudo rojizas. Es una de las favoritas de las abejas, las flores florecen de abril a junio. Las flores varían en color desde un amarillo verdoso al rojo púrpura, agrupadas en espigas cortas, densas. El fruto es una cápsula con una semilla larga y castaña. Es un parásito, que se incumba en las raíces de diversas especies.

## Historia
Es comido por los iroqueses como un vegetal, similar a la espinaca, también fue utilizada por los primeros colonos canadienses en la sopa. Se añade a la avena y se utiliza como alimentación del caballo por los nativos americanos. 

## Folclore
Los menomini le llaman la raíz "enticer root" y lo llevan como amuleto cuando se determina seducir al sexo opuesto. La raíz también se utilizó para sanar matrimonios rotos, colocándolo en la comida de la pareja, esperando que su magia reavive el romance. 

## Taxonomía
Pedicularis canadensis fue descrita por Carlos Linneo y publicado en Mantissa Plantarum 1: 86. 1767.
Etimología
Pedicularis: nombre genérico que deriva de la palabra latína pediculus que significa "piojo", en referencia a la antigua creencia inglesa de que cuando el ganado pastaba en estas plantas, quedaban infestados con piojos.
canadensis: epíteto geográfico que alude a su localización en Canadá. 
Variedad aceptada
- Pedicularis canadensis subsp. fluviatilis (A. Heller) W.A. Weber

Sinonimia
- Pedicularis canadensis f. canadensis
- Pedicularis canadensis var. canadensis